# Centaurea margaritacea
Centaurea margaritacea là một loài thực vật có hoa trong họ Cúc. Loài này được Ten. mô tả khoa học đầu tiên năm 1830.